# デス・ロウ・レコード
デス・ロウ・レコード（Death Row Records）は1991年に設立されたヒップホップ・レコードレーベルである。設立者はシュグ・ナイトとドクター・ドレー。本拠地はロサンゼルス。現在会社運営はスヌープ・ドッグが行っている。

## 歴史
ショーン・コムズ率いるバッド・ボーイ・レコードとの抗争は、1990年代のアメリカのラップシーンを東西に二分する程にまで悪化した事は有名である。デス・ロウはドクター・ドレーの「クロニック」、スヌープ・ドッグの「ドギースタイル」、2パックの「オール・アイズ・オン・ミー」と、大ヒットを記録。一時は50人以上のアーティストを抱え、年間1億ドル超を稼ぐ巨大レーベルに成長したが、ドクター・ドレーとスヌープ・ドッグの離脱や2パックの殺害事件があり。さらには、2015年にシュグ・ナイトが起こしたひき逃げ殺人事件で2018年に運転過失致死傷罪などでシュグ・ナイトは禁固28年の実刑判決を受けた。これによりデス・ロウは破産に追い込まれ、2022年2月からオーナーとしてスヌープ・ドッグが会社運営を引き継ぐことが発表された。
またスヌープ・ドッグはデス・ロウ・レコードを史上初のNFTレコードレーベルにするつもりであることを明かした。

## ディスコグラフィー
| 年     | アーティスト         | タイトル                                                                         | ゴールドディスク |
| ------ | -------------------- | -------------------------------------------------------------------------------- | ---------------- |
| 1992年 | ドクター・ドレー     | ザ・クロニック                                                                   | 5x プラチナム    |
| 1993年 | スヌープ・ドッグ     | ドギースタイル                                                                   | 6x プラチナム    |
| 1994年 | Various artists      | アバヴ・ザ・リム (OST)                                                           | 2x プラチナム    |
| 1994年 | Various artists      | マーダー・ワズ・ザ・ケース (OST)                                                 | 2x プラチナム    |
| 1995年 | ザ・ドッグ・パウンド | ドッグ・フード                                                                   | 3x プラチナム    |
| 1996年 | 2パック              | オール・アイズ・オン・ミー                                                       | 9x プラチナム    |
| 1996年 | 2パック              | ザ・ドン・キラミナティ:ザ・7デイ・セオリー                                       | 7x プラチナム    |
| 1996年 | スヌープ・ドッグ     | ザ・ドッグファーザー                                                             | 2x プラチナム    |
| 1996年 | Various artists      | デス・ロウ・グレイテスト・ヒッツ                                                 | ゴールド         |
| 1996年 | Various artists      | クリスマス・オン・デス・ロウ                                                     | —                |
| 1997年 | レディ・オブ・レイジ | ネセサリー・ラフネス                                                             | —                |
| 1997年 | Various artists      | グリッドロック (OST)                                                             | 3x プラチナム    |
| 1997年 | Various artists      | ギャング・リレイテッド (OST)                                                     | 2x プラチナム    |
| 1998年 | 2パック              | グレイテスト・ヒッツ                                                             | 9x プラチナム    |
| 1998年 | ダズ・ディリンジャー | リタリエーション, リベンジ・&・ゲット・バック                                    | ゴールド         |
| 1998年 | ミッシェルレ         | ハング・ジュリー                                                                 | —                |
| 1999年 | Various artists      | シュグ・ナイト・リプレゼンツ:クロニック・2000                                    | —                |
| 2000年 | スヌープ・ドッグ     | デッド・マン・ウォーキン                                                         | —                |
| 2000年 | Various artists      | トゥー・ギャングスタ・フォー・レイディオ                                         | —                |
| 2001年 | スヌープ・ドッグ     | デス・ロウ:スヌープ・ドギー・ドッグ・アット・ヒッツ・ベスト                      | —                |
| 2001年 | ザ・ドッグ・パウンド | 2002                                                                             | —                |
| 2001年 | 2パック              | アンティル・ジ・エンド・オブ・タイム                                             | 3x プラチナム    |
| 2002年 | ドクター・ドレー     | クロニクル:ベスト・オブ・ザ・ワークス                                            | —                |
| 2002年 | Various artists      | ディスファンクショナル・ファミリー (OST)                                         | —                |
| 2002年 | 2パック              | ベター・デイズ                                                                   | 2x プラチナム    |
| 2003年 | 2パック              | ニュー・ミックス・クラシックス                                                   | ゴールド         |
| 2003年 | 2パック              | ザ・プロフェット:ザ・ベスト・オブ・ザ・ワークス                                  | —                |
| 2003年 | スヌープ・ドッグ     | ザ・ドッグ:ベスト・オブ・ザ・ワークス                                            | —                |
| 2004年 | 2パック              | ライヴ                                                                           | —                |
| 2005年 | Various artists      | ザ・ベリー・ベスト・オブ・デス・ロウ                                             | —                |
| 2005年 | クルプト             | アゲインスト・ザ・グレイン                                                       | —                |
| 2005年 | 2パック              | ライヴ・アット・ザ・ハウス・オブ・ブルース                                       | プラチナム       |
| 2006年 | ドクター・ドレー     | クロニクルズ:デス・ロウ・クラシックス                                            | —                |
| 2006年 | Various artists      | 15・イヤーズ・オン・デス・ロウ                                                   | —                |
| 2007年 | Various artists      | デス・ロウ・アーカイブズ:ザ・サウンドトラックス                                  | —                |
| 2007年 | Various artists      | 15・イヤーズ・オン・デス・ロウ・Vol II                                           | —                |
| 2007年 | 2パック              | ザ・10th・アニバーサリー・コレクション:ザ・セックス, ザ・ソウルズ&ザ・ストリート | —                |
| 2007年 | Various artists      | デス・ロウ・レコーズ・プレゼンツ:ザ・アルティメット・ベスト・オブ・ザ・ワークス  | —                |
| 2022年 | スヌープ・ドッグ     | BODR                                                                             | —                |
| 2024年 | ザ・ドッグ・パウンド | W.A.W.G.                                                                         | —                |